# جیمز دانبار
جیمز دانبار (انگلیسی: James Dunbar؛ ۱۷ ژوئیه ۱۹۳۰ – ۱۴ مهٔ ۲۰۱۸) قایقران روئینگ اهل ایالات متحده آمریکا بود.
وی همچنین برندهٔ جوایزی همچون صلیب پرواز ممتاز (ایالات متحده) شده‌است.
وی در مسابقات کشوری و بین‌المللی در مجموع برندهٔ ۱ مدال طلا شده‌است.